# 12529 Рейгард
12529 Рейгард (12529 Reighard) — астероїд головного поясу, відкритий 22 травня 1998 року.
Тіссеранів параметр щодо Юпітера — 3,624.